# كأس البرازيل 2009
كأس البرازيل 2009 هو الموسم 21 من كأس البرازيل. أقيم خلال الفترة 18 فبراير 2009 وحتى 1 يوليو 2009، وأشرف على تنظيمه اتحاد البرازيل لكرة القدم، وكان عدد الأندية المشاركة فيه 64، وفاز فيه نادي كورينثيانز.